# Slowenischer Alpenverein
Der Slowenische Alpenverein (slow. Planinska Zveza Slovenije, PZS) ist der größte alpine Verein in Slowenien und Eigentümer von 178 Alpenvereinshütten in den slowenischen Teilen der Alpen. Seine Vorgängerorganisation wurde am 27. Februar 1893 in Ljubljana gegründet, nach dem Zweiten Weltkrieg erhielt der Verein unter seinem heutigen Namen die jetzigen Strukturen.
Der Verein ist UIAA-Mitglied, im Club Arc Alpin (CAA), in der Balkan Mountaineering Union (BMU), in der Europäischen Wandervereinigung sowie seit 2017 Mitglied im EUMA. Er ist Mitglied des multilateralen Abkommens Gegenrecht auf Hütten.
Es gibt 298 Sektionen, darunter Akademische Sektionen in Laibach und Marburg sowie Auslandssektionen in Klagenfurt (Slovensko Planinsko Društvo Celovec), Triest (Sitz: Sesana), Görz und San Pietro al Natisone (Sektion Venetien).

## PZS-Hütten
Der PZS betreibt 178 Schutzhütten in Slowenien und Österreich.